# Imam Alimsułtanow
Imam Alimsułtanow (j. czecz. Imam Alim Sultan) (ur. 1957 w Chasawjurcie. zm. 1996) – czeczeński piosenkarz i bard. 
Etniczny Czeczen, urodził się jednak w Kirgiskiej SRR. W dzieciństwie przeprowadził się do Czeczenii. Kształcił się w Groznym, uzyskał dyplom inżyniera melioracji. 
Od połowy lat 80. XX wieku wykonywał pieśni narodowe, a także pisał muzykę do tekstów czeczeńskich poetów. Od początku lat 90. wydawał swoje utwory na taśmach magnetofonowych. 
Wziął udział w I wojnie czeczeńskiej, odwoził rannych do Turcji. Dawał tam koncerty, z których dochód przeznaczano na cele wojenne. W listopadzie 1996 roku koncertował w Odessie. 8 lub 10 listopada (istnieją rozbieżne dane) został zamordowany w domu, w którym przebywał, wraz z dwójką towarzyszących mu muzyków (trzeci przeżył niezauważony). Sprawcy morderstwa pozostali niewykryci. Wedle oficjalnej wersji były to porachunki mafijne, wedle części Czeczeńców w sprawę zamieszane są rosyjskie służby specjalne. 
Pochowany w Chasawjurcie. Jedną z ulic miasta nazwano jego imieniem.